# Siphocampylus viscidus
Siphocampylus viscidus är en klockväxtart som beskrevs av Franz Elfried Wimmer. Siphocampylus viscidus ingår i släktet Siphocampylus och familjen klockväxter. Inga underarter finns listade i Catalogue of Life.